# مارك سوليفان
مارك سوليفان (20 أكتوبر 1964 - ) (بالإنجليزية: Mark Sullivan)‏ هو لاعب كريكت جنوب أفريقي.

## وصلات خارجية
- مارك سوليفان على موقع إي آس بي آن كريك إنفو (الإنجليزية)